# Bicicloaromaticidade
A bicicloaromaticidade, na química, é uma extensão do conceito de homoaromaticidade com duas correntes de anéis aromáticos situadas em uma molécula não planar e compartilhando os mesmos elétrons. O conceito se origina com Melvin Goldstein, que o relatou pela primeira vez em 1967. Usando a teoria MO, previu-se que o cátion biciclo[3.2.2]nonatrienil seria desestabilizado e que o ânion correspondente seria estabilizado pela bicicloaromaticidade.
A bicicloaromaticidade foi estudada por outros estudiosos em relação ao cátion biciclo[3.2.2]nonatrienil e em relação a carbânions específicos.  Mais especificamente, em 2017, foram relatadas evidências experimentais da existência de bicicloaromaticidade em um porfirinóide bicíclico. Este sistema foi descrito como aromático com dois sistemas de anéis de 26 (n=6) e 34 (n=8) elétrons. Utilizando oxidação, outro sistema foi descrito como um birradical no estado tripleto, considerado novamente aromático de acordo regra de Baird.